# سفارة روسيا في الجزائر
سفارة روسيا في الجزائر هي أرفع تمثيل دبلوماسي لدولة روسيا لدى الجزائر. تقع السفارة في مدينة الجزائر وهي تهدف لتعزيز المصالح الروسية في الجزائر.

## وصلات خارجية
- الموقع الرسمي
- قائمة سفارات روسيا
- قائمة السفارات في الجزائر